# Dassel
Dassel est une ville allemande située en Basse-Saxe, dans de l'arrondissement de Northeim.
Dassel est située sur la rive gauche de la rivière Ilme à 45 km au nord-ouest de Göttingen.
La vieille ville de Dassel est la partie située à l'intérieur des médiévale murs de la ville.

## Quartiers
- Lüthorst
- Portenhagen

## Personnalités
- Rainald von Dassel (1114-1167), archevêque.
- Jourdain de Saxe (1190-1237), dominicain né à Borgberge.
- Éric II de Brunswick-Calenberg-Göttingen (1528-1584), duc né à Dassel.
- Karl Kumm (1874-1930), missionnaire  né à Markoldendorf.
- Adolf Just (1859-1936), naturopathe né à Lüthorst.
- Fritz Krückeberg (1928-2012), mathématicien né à Dassel.

## Liens externes

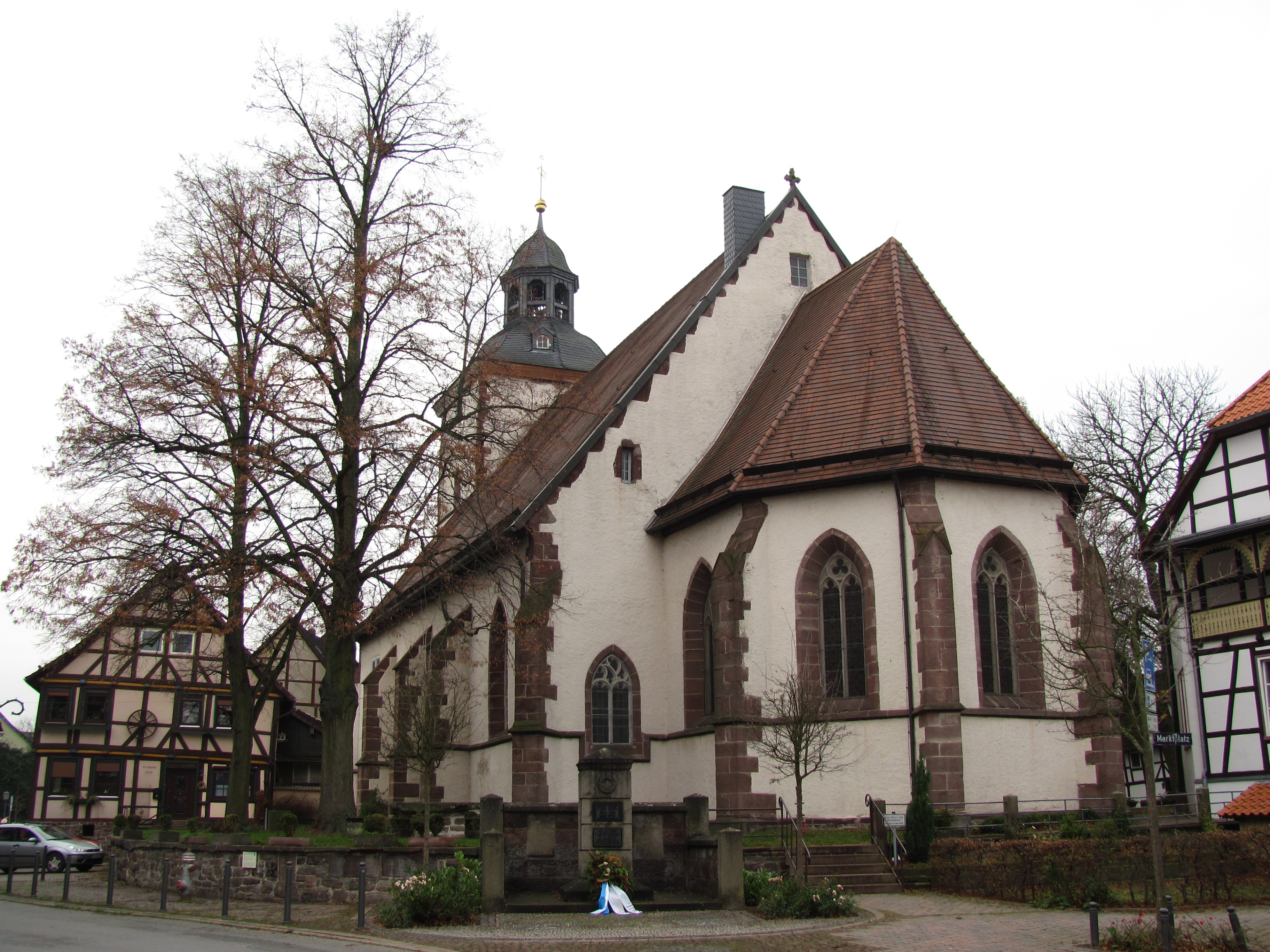
L'église Saint-Laurent, centre de la vieille ville

## Musée
- forge, construite en 1727